# Necdet Uran
Necdet Uran (* 1910 in Istanbul; † 14. Februar 1973 in Rom) war ein türkischer Admiral, der von 1961 bis 1968 Oberkommandierender der Marine (Türk Deniz Kuvvetleri) sowie zwischen 1968 und seinem Tod 1973 Botschafter beim Heiligen Stuhl war.

## Leben

### Ausbildung zum Marineoffizier
Uran trat nach Beendigung der Seekadettenanstalt (Deniz Lisesi) in die Marineschule (Deniz Harp Okulu), die er am 1. November 1930 als Fähnrich zur See (Asteğmen) abschloss. Nach seiner Beförderung zum Leutnant zur See (Teğmen) fand er Verwendung auf dem Leichten Kreuzer Hamidiye sowie auf der Zafer. Danach folgten Verwendungen als Torpedooffizier auf dem Schlachtkreuzer Yavuz sowie als Navigationsoffizier auf der Kocatepe, ehe er einen Lehrgang für Artillerieoffiziere auf der Hamidiye besuchte.
Nachdem Uran die Marineakademie (Deniz Harp Akademisi) absolviert hatte, wurde er 1942 zum Korvettenkapitän (Binbaşı) befördert und war danach im Stab des Stabschefs der Flotte tätig und dort zuletzt von 1944 bis 1945 als Leiter der Sektion für Personal. Im Anschluss war er von 1945 bis 1946 Chef des Stabes des Kriegsschiffgeschwaders und danach Kommandant der Tınaztepe. Während dieser Verwendung wurde er 1947 zum Fregattenkapitän (Yarbay) befördert. In der Folgezeit war er Kommandant der Zafer sowie Offizier im Stab des Generalstabschefs der Streitkräfte und im Oberkommando der Marine.
Danach war Uran von 1950 bis 1951 stellvertretender Kommandant der Marineschule sowie 1951 und 1952 Kommandant der Gaziantep. Nach seiner Beförderung zum Kapitän zur See („Albay“) wurde er 1952 Kommandant der Marineschule und verblieb bis 1954 auf diesem Posten. Danach folgten Verwendungen als Leiter der Personalabteilung im Oberkommando der Marine, als Kommandeur der Jagdflottille sowie als Leiter der Planungs- und Operationsabteilung im Oberkommando der Marine.

### Oberkommandierender der Marine und Botschafter
In dieser Verwendung erfolgte 1957 seine Beförderung zum Flottillenadmiral („Tuğamiral“). Als solcher war er zwischen 1958 und 1960 Leiter der Marinedelegation in Malta und danach Kommandeur des Kriegsschiffsgeschwaders (Harp Filosu). 1960 wurde Uran zum Konteradmiral („Tümamiral“) befördert.
Am 20. Juni 1961 wurde Uran als Nachfolger von Vizeadmiral Ahmet Zeki Özak Oberkommandierender der Marine („Türk Deniz Kuvvetleri“). Kurz darauf erfolgte 1961 seine Beförderung zum Vizeadmiral („Koramiral“) sowie 1963 zum Admiral („Oramiral“). Das Amt des Oberkommandierenden der Marine bekleidete er, bis er am 16. August 1968 auf eigenen Wunsch in den Ruhestand versetzt wurde.
Im Anschluss wurde er Nachfolger von Hüveyda Mayatepek als Botschafter beim Heiligen Stuhl. Diesen Posten bekleidete er bis zu seinem Tod. Nachfolger wurde daraufhin Taha Carım. Uran war verheiratet und Vater zweier Kinder.
Nach ihm wurde der Necdet Uran Marşı benannt, ein Militärmarsch der türkischen Marine.